# Goodbye Yellow Brick Road
«Goodbye Yellow Brick Road» (в перекладі з англ. Прощавай, дорого з жовтої цегли) — сьомий студійний альбом британського автора-виконавця Елтона Джона, записаний у травні 1973 року на студії у французькому замку в муніципалітеті Ерувіль і випущений у жовтні того ж року в США й Канаді лейблом «MCA Records», а в інших країнах — компанією «DJM Records». На платівці є пісня «Candle in the Wind» у пам'ять Мерилін Монро, а також сингли: «Bennie and the Jets», «Goodbye Yellow Brick Road» і «Saturday Night's Alright for Fighting». Це перший подвійний альбом у дискографії музиканта.
Goodbye Yellow Brick Road найуспішніший у комерційному відношенні альбом у кар'єрі співака: він посів перше місце в хіт-парадах США і Великій Британії і отримав сертифікат платинового диска від Британської асоціації виробників фонограм і платинового сім разів — від Американської асоціації звукозаписних компаній. Його світовий наклад становить понад 30 мільйонів примірників.
Спочатку альбом отримав змішані відгуки критиків, які вважали його надмірно затягнутим і неоднорідним, хоча й з хорошими композиціями, проте пізніше він став розглядатися як найкращий і найпопулярніший альбом Елтона Джона. В журналі Rolling Stone його поставили на 91-е місце в Списку 500 найкращих альбомів усіх часів за версією журналу Rolling Stone. Він також зайняв 59-е місце серед ста найкращих альбомів за версією британського телеканалу Channel 4.

## Список композицій
Автор музики і слів написані Елтоном Джоном і Берні Топіном. 
| #   | Назва                                                 | Тривалість |
| --- | ----------------------------------------------------- | ---------- |
| 1.  | «Funeral for a Friend/Love Lies Bleeding»             | 11:09      |
| 2.  | «Candle in the Wind»                                  | 3:50       |
| 3.  | «Bennie and the Jets»                                 | 5:23       |
| 4.  | «Goodbye Yellow Brick Road»                           | 3:13       |
| 5.  | «This Song Has No Title»                              | 2:23       |
| 6.  | «Grey Seal»                                           | 4:00       |
| 7.  | «Jamaica Jerk-Off»                                    | 3:39       |
| 8.  | «I've Seen That Movie Too»                            | 5:59       |
| 9.  | «Sweet Painted Lady»                                  | 3:54       |
| 10. | «The Ballad of Danny Bailey (1909—1934)»              | 4:23       |
| 11. | «Dirty Little Girl»                                   | 5:00       |
| 12. | «All the Girls Love Alice»                            | 5:09       |
| 13. | «Your Sister Can’t Twist (But She Can Rock ’n’ Roll)» | 2:42       |
| 14. | «Saturday Night’s Alright for Fighting»               | 4:57       |
| 15. | «Roy Rogers»                                          | 4:07       |
| 16. | «Social Disease»                                      | 3:42       |
| 17. | «Harmony»                                             | 2:46       |

## Учасники
- Елтон Джон — вокал, фортепіано, електричне піаніно, орган, меллотрон, клавішні
- Прінс Ріно — вокал
- Дейві Джонстоун — акустична та електрична гітари, банджо, синтезатор, бек-вокал
- Лірой Гомез — саксофон
- Девід Хенчел — ARP-синтезатор, клавішні
- Ді Мюррей — бас-гітара, бек-вокал
- Найджел Олссон — барабани, Конга, тамбурин, бек-вокал
- Рей Купер — тамбурин, перкусія
- Кікі Ді — бек-вокал
- Девід Кац — скрипка, оркестровка
- Дель Ньюмен — аранжування
- Гас Даджеон — продюсер, автор тексту для буклета.